# Egmont Tornberg
Egmont Lars Tornberg, född 16 september 1891 i Rytterne, död 13 augusti 1951 i Luleå, var en svensk militär (överste).

## Biografi
Tornberg blev underlöjtnant i flottan 1914. Han utbildade sig till flygare och tog flygcertifikat 1919. År 1926 satte han nytt världsrekord i höjdflygning med sjöflygplan. Samma år utnämndes han till kapten och överfördes till Flygvapnet. I juni 1928 deltog han som chef för den svenska hjälpexpeditionen till Spetsbergen efter sökandet av polarforskaren Umberto Nobile. Han var chef för Första flygkåren (F 1) åren 1934–1937, Jämtlands flygflottilj (F 4) åren 1937–1943 och chef för Norrbottens flygbaskår (F 21) åren 1946–1951. Chefen för F 21 var samtidigt chef för Övre Norrlands flygbasområde (Flybo ÖN). Tornberg blev riddare av Nordstjärneorden 1928 och av Svärdsorden 1935 samt kommendör av andra klassen av sistnämnda orden 1946 och kommendör av första klassen 1948. Han är begravd på Uppsala gamla kyrkogård.